# Karl Jettmar
Karl Jettmar (* 8. August 1918 in Wien; † 28. März 2002) war ein österreichischer Ethnologe, Religionswissenschaftler und Archäologe. Von 1964 bis 1986 war er Professor für Ethnologie und Direktor des Südasien-Instituts an der Ruprecht-Karls-Universität Heidelberg. Zu seinen Arbeitsgebieten gehörten vor allem die Archäologie Nord- und Zentralasiens und die Ethnologie Südasiens.

## Leben und Wirken
Karl Jettmar, Sohn von Maria Jettmar, geborene Mayer († 1950), und des Wiener Kunstmalers und Professors der Wiener Kunstakademie Rudolf Jettmar († 1939), besuchte das Realgymnasium in Mödling. Er studierte ab 1936 an der Universität Wien zunächst Germanistik und Geschichte, dann Ethnologie, Volkskunde und Urgeschichte und wurde 1941 mit der Arbeit Der Schmied im germanischen Raum zum Doktor der Philosophie promoviert. Nach dem Kriegsdienst fand er zunächst keine Anstellung als Wissenschaftler, sondern musste sich seinen Unterhalt als Verkäufer verdienen. 1953/54 war er Gastwissenschaftler am Frobenius-Institut in Frankfurt am Main, dann bis 1958 Assistent am Museum für Völkerkunde Wien. 1957 habilitierte er sich mit seiner Schrift Zur Kulturgeschichte eines Dardvolkes. Siedlungsgeschichte, Schamanismus und Jagdbrauchtum der Shin. Im Jahr darauf war er Teilnehmer der Österreichischen Himalaya-Expedition. Anschließend wurde er 1958 zum außerordentlichen Professor an der Universität Wien ernannt. 
Im Jahr 1961 folgte er einem Ruf als ordentlicher Professor für Völkerkunde an die Universität Mainz. Von 1964 bis zu seiner Emeritierung 1986 war er ordentlicher Professor für Ethnologie an der Universität Heidelberg und zugleich Direktor des dortigen Südasien-Instituts. Er war ordentliches Mitglied des Deutschen Archäologischen Instituts und seit 1969 Mitglied der Heidelberger Akademie der Wissenschaften.
Ab 1980 war er an mehreren Expeditionen zur erstmaligen Erforschung der Felsbilder am Karakorum Highway führend beteiligt.
Karl Jettmar war katholisch, verheiratet mit der promovierten Senta Jettmar, geborene Heidrich, und hatte zwei Kinder (Gabriele und Martin). In der Buchreihe Die Religionen der Menschheit des Kohlhammer Verlags wirkte er an drei Bänden mit: über die Religionen Nordeurasiens und der amerikanischen Arktis, des Hindukusch und die vorislamischen Religionen Mittelasiens. In der Buchreihe Kunst der Welt des Holle Verlags veröffentlichte er 1964 den in alle Weltsprachen übersetzten Band Die frühen Steppenvölker. Der eurasiatische Tierstil: Entstehung und sozialer Hintergrund.